# Chase University
Chase University, formalmente conhecida como Andre Chase University e comumente abreviada como Chase U, é um grupo heroico de luta livre profissional que atua na WWE na marca NXT. A gimmick do grupo contém elementos de uma universidade educacional, com Andre Chase atuando como o reitor e os demais como alunos. A Chase U conquistou o Campeonato de Duplas do NXT em duas ocasiões.

## História

### WWE

#### Primeira formação (2021–2024)
No episódio de 21 de setembro de 2021 do NXT, Chase estreou uma nova persona de professor vilão e começou a apresentar um segmento chamado Andre Chase University. Nos meses seguintes, Chase recrutou Bodhi Hayward e Thea Hail como seus novos alunos para a Chase University e gradualmente começou a se tornar um lutador face. No episódio de 20 de setembro de 2022 do NXT, Chase e Hayward venceram Carmelo Hayes e Trick Williams, consolidando sua mudança de personagem. Em novembro, a WWE liberou Hayward, removendo-o da Chase University. No episódio de 1º de novembro do NXT, Duke Hudson substituiu Hayward como porta-bandeira da Chase U, tornando-se um personagem face no processo.
No episódio de 31 de janeiro de 2023 do NXT, a Chase U derrotou The Dyad (Rip Fowler e Jagger Reid) e Malik Blade e Edris Enofé em uma luta triple threat de duplas para se tornar o quarto time a lutar pelo Campeonato de Duplas do NXT no NXT Vengeance Day, mas não conseguiu conquistar os títulos. Nas semanas seguintes, a Chase U iniciou uma rivalidade com o Schism, que também envolveu Tyler Bate, que começou a ajudar a Chase U contra o Schism. Uma luta de duplas mistas  foi marcada para o NXT Stand & Deliver, com o controle da Chase University em jogo. No evento, a Chase U derrotou o Schism. No Spring Breakin', Chase perdeu para Bron Breakker. No episódio de 6 de junho do NXT, Hail venceu uma battle royal para se tornar a desafiante número um pelo Campeonato Feminino do NXT, mas não foi capaz de conquistar o título no NXT: Gold Rush. Após a derrota, que Hail culpou Chase por ter jogado a toalha, ela começou a adotar uma persona mais rebelde, criticando abertamente Chase. Após uma derrota para Jacy Jayne, as duas formaram uma amizade depois que Jayne aconselhou Hail a ser mais assertiva. Isso levou Hail a adquirir novas roupas de luta e formar uma dupla com Jayne, que, por sua vez, se juntou à Chase U. No episódio de 17 de outubro do NXT, Chase e Hudson venceram uma battle royal para se tornarem os desafiantes número um pelo Campeonato de Duplas do NXT. Na Noite 1 do NXT: Halloween Havoc, Chase e Hudson derrotaram Tony D'Angelo e Channing "Stacks" Lorenzo para conquistar os títulos. Na Noite 2, Hail e Jayne não conseguiram vencer o Campeonato de Duplas Femininas da WWE de Chelsea Green e Piper Niven, depois que Chase se recusou a permitir que Jayne usasse o cinturão contra Green. Chase e Hudson perderam os títulos de volta para D'Angelo e Stacks no episódio de 14 de novembro do NXT, encerrando seu reinado em 21 dias.
No episódio de 5 de dezembro do NXT, um novo membro foi introduzido à Chase University: Riley Osborne (anteriormente conhecido como Josh Morrell no NXT UK), que entrou no Torneio Breakout do NXT de 2023 representando a Chase U. Nesse mesmo período, Hail começou a desenvolver uma storyline onde ela demonstrava ter uma paixão por Osborne. Quase simultaneamente, começou uma nova trama envolvendo a Chase University, onde foi revelado que a universidade estava em grande dívida após Chase ter apostado todo o dinheiro do fundo da instituição. No Torneio Breakout, Osborne derrotou Keanu Carver e Lexis King, mas acabou perdendo para Oba Femi na final, no NXT: New Year's Evil. No episódio de 23 de janeiro de 2024 do NXT, homens de recuperação (repo men) foram vistos levando equipamentos materiais da Chase U, incluindo o troféu de MVP de Hudson, sugerindo o possível fim do grupo. Na semana seguinte, Jayne anunciou que havia criado o calendário "2024 Ladies of Chase U", que seria lançado no NXT Vengeance Day, e que as vendas projetadas salvariam a Chase U. Chase agradeceu a Jayne e a aceitou oficialmente no grupo. Por volta dessa época, Jayne assumiu um novo protegido, Jazmyn Nyx, uma estudante da Chase U (também parte do Ladies of Chase U Calendar), que ajudaria Jayne a vencer lutas de maneira ilegal, algo que Hail se recusava a fazer. No episódio de 12 de março de 2024 do NXT, Hail e Fallon Henley perderam uma luta de duplas depois que Jayne se recusou a ser parceira de Hail na semana anterior. Emocionada, Hail rompeu sua amizade com Jayne e declarou voltaria a ser, a "antiga Thea Hail". Na semana seguinte do NXT, Jayne e Nyx se viraram contra a Chase U e custaram a Osborne sua luta pela Copa Heritage do NXT contra Drew Gulak, do No Quarter Catch Crew. No NXT Stand & Deliver em 6 de abril, Hail se uniu a Henley e Kelani Jordan para derrotar Jayne, Kiana James e Izzi Dame em uma luta de trios. No episódio seguinte do NXT, Jayne revelou a verdade sobre a dívida de apostas da Chase U. Na luta pelo Campeonato Feminino do NXT de Hail contra Tiffany Stratton no NXT The Great American Bash, Chase fez uma aposta ilegal de que Hail venceria o título. No entanto, ele priorizou o bem-estar de Hail e jogou a toalha, resultando em sua derrota na aposta. No episódio de 16 de abril de 2024 do NXT, Hail perdeu para Tatum Paxley após interferência de Jayne e Nyx. Em seguida, foi marcado um combate entre Hail e Jayne para a Semana 2 do Spring Breakin', onde Hail saiu vitoriosa. Contudo, Henley, insatisfeita, virou vilã e atacou Hail enquanto ela comemorava sua vitória.

##### História final e dissolução (2024)
No episódio de 7 de maio de 2024 do NXT, Hail agradeceu a Ridge Holland por tê-la confortado durante o Spring Breakin'. Mais tarde naquela noite, Hudson perdeu para Lexis King depois que Holland tentou ajudar Hudson, mas acabou custando-lhe a vitória de forma acidental. No episódio de 14 de maio do NXT, Holland desafiou os Good Brothers (Luke Gallows e Karl Anderson) para uma luta de duplas, após eles zombarem de Holland por ter deixado o plantel principal para o NXT. Chase ofereceu Osborne como parceiro para Holland, o que deixou Osborne insatisfeito. Os Good Brothers venceram a luta após mais um erro de Holland. No episódio de 21 de maio, Fallon Henley derrotou Hail para garantir uma vaga na luta de escadas de seis mulheres para coroar a campeã inaugural do Campeonato Norte-Americano Feminino do NXT no NXT Battleground. Nos bastidores, Osborne discutiu com Holland por ter custado a Hail a luta, levando Chase a propor que os dois resolvessem suas diferenças no ringue, onde Holland derrotou Osborne. Após a luta, Osborne ainda não aprovava a associação da Chase U com Holland, com Hudson concordando com Osborne. O grupo eventualmente aceitou Holland como membro oficial. Holland participou de uma battle royal de 25 participantes por uma chance de disputar o Campeonato do NXT no NXT Heatwave, mas foi eliminado por Dragon Lee e Tyler Bate. Mais tarde naquela noite, Holland ajudou Chase e Hudson a derrotar os Good Brothers em uma luta de duplas, proporcionando vantagem a Hudson do lado de fora do ringue, o que permitiu a Hudson fazer o pinfall em Anderson e garantir a vitória para sua equipe. No episódio de 25 de junho do NXT, Chase e Hudson venceram uma luta de turmoil de duplas para garantir uma luta pelo Campeonato de Duplas do NXT no NXT Heatwave. No evento, em 7 de julho, Chase e Hudson não conseguiram derrotar Nathan Frazer e Axiom pelos títulos. Após o NXT Heatwave, Hail iniciou uma breve rivalidade com a campeã feminina do NXT, Roxanne Perez, que culminou em uma luta pelo título na Semana 1 do NXT: The Great American Bash em 30 de julho. No entanto, Hail não conseguiu conquistar o título, perdendo a luta para Perez. Holland garantiu uma revanche pelo Campeonato de Duplas do NXT, mas desta vez Chase se uniria a Holland. No episódio de 13 de agosto do NXT, Chase e Holland derrotaram Frazer e Axiom pelo Campeonato de Duplas do NXT, tornando Chase duas vezes campeão, enquanto Holland conquistou seu primeiro título na WWE. No NXT No Mercy em 1º de setembro, Chase e Holland perderam os títulos de duplas para Frazer e Axiom, encerrando seu reinado após 19 dias. Após a luta, Holland atacou brutalmente o grupo, se desligando da Chase U e retornando ao status de vilão no processo.
Após sua traição, Holland prometeu derrubar a Chase U. No episódio de 10 de setembro do NXT, Holland derrotou Hudson e o atacou com a barricada após a luta. Duas semanas depois, Holland derrotou Osborne, mas não conseguiu em atacá-lo após o combate. No episódio de 15 de outubro do NXT, Holland derrotou Osborne novamente. Após a luta, Chase retornou para salvar Osborne, enquanto Holland estava prestes a atacá-lo. No NXT Halloween Havoc em 27 de outubro, Holland derrotou Chase em uma Ambulance match. No episódio de 19 de novembro do NXT, Chase enfrentou Holland com a estipulação de que a Chase U teria que ser dissolvida caso Chase perdesse. Holland foi vitorioso, fazendo com que a Chase University fosse desfeita. Duke Hudson foi subsequentemente liberado pela WWE em janeiro de 2025, e Osborne foi liberado pela WWE em 2 de maio de 2025.

#### Retorno da dissolução (2025–presente)
No episódio de 22 de abril de 2025 do NXT, Andre Chase reformou a Chase U com Uriah Connors e Kale Dixon.

## Membros
| * | Membros fundadores |
| L | Líder              |

### Atuais
| Membro          | Entrada                  |
| --------------- | ------------------------ |
| Andre Chase (L) | 21 de setembro de 2021 * |
| Kale Dixon      | 22 de abril de 2025      |
| Uriah Connors   | 22 de abril de 2025      |

### Antigos
| Membro        | Entrada                | Saída                  |
| ------------- | ---------------------- | ---------------------- |
| Bodhi Hayward | 4 de janeiro de 2022 * | 1 de novembro de 2022  |
| Thea Hail     | 31 de maio de 2022     | 19 de novembro de 2024 |
| Duke Hudson   | 1 de novembro de 2022  | 19 de novembro de 2024 |
| Jacy Jayne    | 5 de setembro de 2023  | 19 de março de 2024    |
| Riley Osborne | 5 de dezembro de 2023  | 19 de novembro de 2024 |
| Jazmyn Nyx    | 16 de janeiro de 2024  | 19 de março de 2024    |
| Ridge Holland | 14 de maio de 2024     | 1 de setembro de 2024  |

## Títulos e prêmios
- WWE
  - Campeonato de Duplas do NXT (2 vezes) – Chase e Hudson (1), Chase e Holland (1)[40]